# Natalia Grosiak
Natalia Danuta Grosiak (ur. 24 maja 1978 w Bielawie) – polska wokalistka, autorka tekstów i piosenek. Członkini zespołów Mikromusic, Herbatta oraz DOM. W latach 2005–2014 występowała w zespole Digit All Love. Współpracowała także z takimi zespołami, jak: Kanał Audytywny, Husky czy Ctrl-Alt-Delete.

## Życiorys
Uczęszczała do szkoły muzycznej, gdzie uczyła się gry na skrzypcach.
Absolwentka Wydziału Prawa oraz Filologii Słowiańskiej na Uniwersytecie Wrocławskim.
W 2001 wystąpiła w Świnoujściu podczas festiwalu Fama, gdzie otrzymała nagrodę za teksty piosenek. W 2002 we współpracy z kompozytorem i gitarzystą Dawidem Korbaczyńskim założyła grupę muzyczną Mikromusic, z którym wystąpiła m.in. na festiwalu Open’er, Smooth Festiwal w Bydgoszczy w 2009, czy Ladies Jazz Festiwal w Gdyni w 2010 roku.
W 2003 wystąpiła podczas Festiwalu Piosenki Studenckiej w Krakowie, gdzie otrzymała drugą nagrodę.
W latach 2005–2014 występowała w zespole Digit All Love, którą założyła z kompozytorem Maciejem Zakrzewskim.
Występowała również w spektaklu pt. Scat – od pucybuta do milionera w Teatrze Muzycznym Capitol we Wrocławiu, do którego muzykę skomponował Leszek Możdżer, który gościnnie zagrał również na albumie Mikromusic.
W październiku 2006 Grosiak reprezentowała Polskę w Melbourne na Red Bull Music Academy. W ramach tej imprezy nawiązała współpracę z Brazylijką Fernandą Cardoso, tworząc zespół Herbatta. W 2007 zespół nagrał swój album w Brazylii.
W 2022 roku w duecie z sanah nagrała utwór zatytułowany „Czesława”. Pochodzi on z trzeciego albumu studyjnego sanah - Uczta. Piosenka została wydana 21 marca 2022 roku i nawiązuje do Czesławy Gospodarek bardziej znanej jako Violetta Villas.

## Dyskografia
Albumy
| Rok  | Dane dot. albumu                                                                                            | Pozycja na liście |
| Rok  | Dane dot. albumu                                                                                            | POL               |
| ---- | --- | ----------------- |
| 2016 | Historie (oraz Andrzej Smolik i Miuosh) - Data: 29 lipca 2016 - Wydawca: MPW - Format: CD, digital download | 15                |

Single
| The Calog – "Longing" (gościnnie: Natalia Grosiak)               | 2008 | –  | –  | –         |
| "Longing" (oraz Tomasz Bednarczyk)                               | 2013 | –  | –  | –         |
| Krzysztof Pełech – „Dom bez Ciebie” (gościnnie: Natalia Grosiak) | 2014 | 14 | –  | Not Alone |
| Łukasz Matuszyk – „Głos z daleka” (gościnnie: Natalia Grosiak)   | 2015 | 13 | –  | Bagaż     |
| „Tango kat” (oraz Iza Kowalewska i Maja Kleszcz)                 | 2016 | 19 | –  | –         |
| „Alunia” (oraz Andrzej Smolik)                                   | 2016 | –  | 45 | Historie  |
| „Czesława” (oraz Sanah)                                          | 2022 | –  | –  | Uczta     |
| "Damian"                                                         | 2022 | –  | –  | –         |
| "Chyba będę święta"                                              | 2022 | –  | –  | –         |
| "To nie jestem ja"                                               | 2023 | –  | –  | –         |
| "Jesteś piękny"                                                  | 2024 | –  | –  | –         |
| "Pod wodą"                                                       | 2024 | –  | –  | –         |
| "Koreańskie seriale"                                             | 2024 | –  | –  | –         |
| "Najbardziej lubię ten moment"                                   | 2024 | –  | –  | –         |
| „–” singel nie był notowany.                                     |      |    |    |           |

Inne
| Album                                                       | Rok  | Uwagi             | Źródło |
| ----------------------------------------------------------- | ---- | ----------------- | ------ |
| La Foy – Kiss Me Everyday                                   | 2004 | członkini zespołu | [ 16 ] |
| Kanał Audytywny – Neurofotoreceptoreplotyka jako magia bytu | 2005 | gościnnie         | [ 17 ] |
| L.U.C – Haelucenogenoklektyzm                               | 2006 | gościnnie         |        |
| Digit All Love – DIGITALLLOVE                               | 2007 | członkini zespołu | [ 18 ] |
| Digit All Love – V (fau)                                    | 2010 | członkini zespołu | [ 19 ] |
| Smolik – 4                                                  | 2010 | gościnnie         | [ 20 ] |
| Marcelina Stoszek – Marcelina                               | 2011 | słowa             | [ 21 ] |
| L.U.C – Kosmostumostów                                      | 2011 | gościnnie         | [ 22 ] |
| Quidam – Saiko                                              | 2012 | gościnnie         | [ 23 ] |
| Krzysztof Pełech – Not Alone                                | 2014 | gościnnie         | [ 24 ] |
| Łukasz Matuszyk – Bagaż                                     | 2015 | gościnnie         | [ 25 ] |
| Smolik, Kev Fox – Smolik / Kev Fox                          | 2015 | gościnnie         | [ 26 ] |